# ACM Transactions on Software Engineering and Methodology
La revue ACM Transactions on Software Engineering and Methodology (abrégée en TOSEM) est une revue scientifique trimestrielle à évaluation par les pairs qui a pour but de publier les derniers développements en génie logiciel.  La revue est publiée par l'Association for Computing Machinery depuis 1992.
Le rédacteur en chef est, en 2020,Mauro Pezzè , de l'université de la Suisse italienne et de l'université de Milan-Bicocca.

## Description
Le journal publie des articles sur tous les aspects du génie logiciel : spécification, conception, développement et maintenance. Il couvre les outils et les méthodologies, les langages, les structures de données et les algorithmes. TOSEM publie également des comptes-rendus de projets achevés s'ils présentent des leçons pratiques qui peuvent être mises à l'échelle et transférées à d'autres projets. Le ton de la revue se veut savant mais lisible : un soin particulier est apporté à la présentation. 
Depuis septembre 2019, le journal comporte une section spéciale permanente sur l'intelligence artificielle et le génie logiciel et leurs interactions. 
TOSEM publie un volume annuel composé de quatre numéros qui paraissent en janvier, avril, juillet et octobre. À titre d'illustration, le numéro 4 du volume 29, datant d'octobre 2020, comporte huit articles réguliers (numéros 22-29) et deux articles dans la nouvelle section spéciale (numéros 30 et 31)

## Résumés et indexation
Le journal est indexé par les bases de données usuelles de l'ACM, et notamment DBLP, SCOPUS, Google Scholar, Microsoft Academic Search, National Institute of Informatics, Science Citation Index Expanded ou Current Contents/Engineering, Computing & Technology.
Le facteur d'impact sur SCImago Journal Rank est de 0,76 en 2019 ; sur Journal Citation Reports, il est en 2018 impact factor de 2,071. La revue donne ce même facteur et 2,05 pour 2019.

## Articles liés
- Association for Computing Machinery
- Liste de revues d'informatique